# بدسنته گومیس
بدسنته گومیس (انگلیسی: Bedsenté Gomis؛ زادهٔ ۱۴ آوریل ۱۹۸۸) بازیکن فوتبال اهل سنگال است.
از باشگاه‌هایی که در آن بازی کرده‌است می‌توان به باشگاه فوتبال لانس، باشگاه فوتبال ساتون یونایتد، باشگاه فوتبال ساوتند یونایتد، و باشگاه فوتبال بارو اشاره کرد.